# Герберт, Эдвард (1544-1595)
Достопочтенный сэр Эдвард Герберт (англ. Sir Edward Herbert; июнь 1544 — 23 марта 1595) — английский политик и землевладелец. Его тетя, Кэтрин Парр, была шестой и последней женой короля Англии Генриха VIII.

## Ранняя жизнь
Родился в июне 1544 года в Хендоне, Лондон. Второй сын Уильяма Герберта, 1-го графа Пембрука (1501—1570), и Энн Парр (1515—1552), сонаследницы баронства Фицхью по отцу и дворянки Палаты королевы Кэтрин Говард (пятой жены король Генрих VIII). Его старшим братом был Генри Герберт, 2-й граф Пембрук (ок. 1534—1601), а его сестра, леди Энн Герберт (1550—1592), вышла замуж за достопочтенного Фрэнсиса Толбот, лорда Талбота, старшего сына и наследника Джорджа Толбота, 6-го графа Шрусбери. После смерти матери около 1551 года его отец женился повторно на леди Энн Комптон, вдове Питера Комптона и дочери Джорджа Талбота, 4-го графа Шрусбери.
Его бабушкой и дедушкой по отцовской линии были сэр Ричард Герберт (опекун молодого короля Эдуарда VI) и бывшая Маргарет Крэдок. Его бабушкой и дедушкой по материнской линии были сэр Томас Парр и Мод Грин (дочь сэра Томаса Грина). Его тетя по материнской линии, Кэтрин Парр, была шестой и последней женой короля Генриха VIII Тюдора, а его дядя был удостоен звания 1-го маркиза Нортгемптона.

## Карьера
После получения образования в Питерхаусе, Кембридж, он был возвращен в качестве члена парламента Англии от Олд-Сарума с 1562 по 1563 год . После смерти своего отца в 1569 году он унаследовал поместье Хендон в Миддлсексе, унаследовав земли своей матери в графствах Нортгемптоншир и Уэстморленд.
Герберт был посвящен в рыцари в 1574 году, а в 1587 году он купил земли бездействующего баронства Поуис у своего дальнего родственника Эдварда, внебрачного сына 3-го барона Грея из Поуиса, прямого потомка последнего принца Поуиса Венвинвина.

## Личная жизнь
В 1570 году сэр Эдвард Герберт женился на Мэри Стэнли, дочери и наследнице сэра Томаса Стэнли (? — 1571), который служил заместителем казначея Королевского монетного двора в лондонском Тауэре во время правления королевы Елизаветы I. Вместе они были родителями четырех сыновей и восьми дочерей, в том числе:
- Уильям Герберт, 1-й барон Поуис (ок.  1573—1655), который женился на леди Элеоноре Перси, третьей дочери Генри Перси, 8-го графа Нортумберленда (1532—1585), и достопочтенной Кэтрин Невилл (старшая дочь и сонаследница Джона Невилла, 4-го барона Латимера)[3][4].

Сэр Эдвард Герберт умер в 1595 году и был похоронен в церкви Святой Марии в Уэлшпуле.